# Ao Vivo em Almada - No Jogo da Noite
Ao Vivo em Almada – No Jogo da Noite é o primeiro álbum ao vivo da banda portuguesa de rock UHF. Editado em maio de 1985 pela Rádio Triunfo – Orfeu.
Gravado nas noites de 23, 24 e 25 de novembro de 1984, no Centro Cultural do Alfeite em Almada. Entraram para os UHF dois novos elementos provenientes do grupo Go Graal Blues Band: o baixista Fernando Delaere, e o baterista Manuel 'Hippo' que substitui Zé da Cadela, que teve uma breve passagem pela banda. Contém três inéditos tocados ao vivo: "Três Peixes", "No Jogo da Noite" e "Tu Queres".
O álbum foi lançado apenas com o intuito de concluir as obrigações contratuais entre a banda e a Rádio Triunfo. Descontentes com o trabalho da editora, os UHF recusaram entregar mais canções originais e propuseram, no último ano de contrato, a gravação de um disco ao vivo. Pouco tempo depois a Rádio Triunfo viria a decretar falência. Depois da edição deste álbum, o guitarrista e co-fundador Renato Gomes abandonou a banda cedendo o lugar a Rui Rodrigues.
Trata-se do primeiro álbum ao vivo gravado por uma banda portuguesa de rock. Este disco tornou-se o vinil mais raro e caro do mercado de usados, uma preciosidade para colecionadores.

## Lista de faixas
O álbum de vinil (LP) é composto por seis faixas em versão padrão. A composição dos temas são da autoria de António Manuel Ribeiro, sendo que alguns são partilhados com Renato Gomes, Carlos Peres e Carlos Jorge.[carece de fontes?]
| Lado A |                         |                                   |         |  |
| N.º    | Título                  | Compositor(es)                    | Duração |  |
| 1.     | "Devo Eu"               | António M. Ribeiro / Renato Gomes | 5:00    |  |
| 2.     | "Três Peixes" (inédito) | António M. Ribeiro                | 4:50    |  |
| 3.     | "Rapaz Caleidoscópio"   | António M. Ribeiro / Renato Gomes | 10:41   |  |

| Lado B         |                              |                                   |         |  |
| N.º            | Título                       | Compositor(es)                    | Duração |  |
| 1.             | "No Jogo da Noite" (inédito) | António M. Ribeiro                | 7:29    |  |
| 2.             | "Tu Queres" (inédito)        | António M. Ribeiro / Carlos Peres | 7:02    |  |
| 3.             | "Puseste o Diabo Em Mim"     | António M. Ribeiro / Carlos Jorge | 4:12    |  |
| Duração total: | Duração total:               | Duração total:                    | 38:34   |  |

## Membros da banda
- António Manuel Ribeiro (vocal e guitarra) [9]
- Renato Gomes (guitarra) [9]
- Fernando Delaere (baixo) [2]
- Manuel 'Hippo' (bateria) [2]